# Петровка (Березовский район)
Петровка (укр. Петрівка) — село, относится к Березовскому району Одесской области Украины.
Население по переписи 2001 года составляло 530 человек. Почтовый индекс — 67362. Телефонный код — 48-56. Занимает площадь 1,668 км². Код КОАТУУ — 5121283806.

## Местный совет
67360, Одесская обл., Березовский р-н, с. Ряснополь, ул. Почтовая, 1